# After
After és una pel·lícula espanyola del 2009 dirigida per Alberto Rodríguez, director d'altres pel·lícules com 7 vírgenes, i protagonitzada per Blanca Romero, Guillermo Toledo i Tristán Ulloa. Fou estrenada al Festival de Cinema de Roma, on fou nominada al premi Marco Aurelio. Segons el seu director és el retrat de tres personatges en un moment extrem de les seves vides, en el qual la nit actua com a "excusa per a afrontar els seus problemes reals".

## Sinopsi
Les vides de Manuel, Ana i Juliol, amics des de l'adolescència, són una impostura. Malgrat tenir gairebé quaranta anys i haver aconseguit tot allò que la societat diu que els faria feliços, busquen desesperadament una solució per a la seva solitud i insatisfacció. Les seves vides es creuen una nit d'estiu en la qual tornen a retrobar-se al cap d'un any i junts emprenen un viatge al cor de la nit: sexe, drogues, alcohol i excesos; una fugida a l'adolescència com a única manera d'eludir la realitat.

## Personatges
- Guillermo Toledo és Juliol.
- Tristán Ulloa és Manuel.
- Blanca Romero és Ana.
- Jesús Carroza és Jesús.
- Marta Solaz és Irene.
- Valeria Alonso és Noia suïcida.
- Ricardo de Barreiro és Ramón.
- Maxi Iglesias és García.
- Álvaro Monje és Andy.

## Palmarès
XXIV Premis Goya
| Categoria               | Persona                                      | Resultat  |
| ----------------------- | -------------------------------------------- | --------- |
| Millor actriu revelació | Blanca Romero                                | Candidata |
| Millor guió original    | Rafael Cobos López Alberto Rodríguez Librero | Candidats |
| Millor fotografia       | Álex Catalán                                 | Candidat  |

Festival de Cinema d'Espanya de Tolosa de Llenguadoc
| Categoria     | Persona                   | Resultat  |
| ------------- | ------------------------- | --------- |
| Millor actor  | Guillermo Toledo          | Guanyador |
| Violette d'Or | Alberto Rodríguez Librero | Candidat  |

Festival de Cinema Espanyol de Nantes
| Categoria                     | Persona                   | Resultat  |
| ----------------------------- | ------------------------- | --------- |
| Premi Especial de la Joventut | Alberto Rodríguez Librero | Guanyador |